# Thập niên 310 TCN
Thập niên 310 TCN hay thập kỷ 310 TCN chỉ đến những năm từ 310 TCN đến 319 TCN.